# Port lotniczy Balıkesir
Port lotniczy Balıkesir (IATA: BZI, ICAO: LTBF) – wojskowo-cywilny port lotniczy położony w Balıkesir, w prowincji Balıkesir, w Turcji.